# Józef Krok
Józef Krok (ur. 1 listopada 1954, zm. 24 sierpnia 2011) – polski naukowiec, specjalista z zakresu mechaniki i metod obliczeniowych (w tym metody elementów skończonych).

## Życiorys
Ukończył studia na Wydziale Inżynierii Lądowej Politechniki Krakowskiej. Obronił następnie doktorat dotyczący szacowania błędów rezultatów obliczeń w metodach różnic skończonych i elementów skończonych. Był autorem lub współautorem blisko 90 publikacji naukowych poświęconych zastosowaniom nowoczesnych metod obliczeniowych w mechanice i inżynierii lądowej.
Brał udział w wielu międzynarodowych projektach badawczych.
Był promotorem wielu prac inżynierskich i magisterskich.

## Nagrody
W latach 1985 i 1986 otrzymywał nagrody Ministra Nauki i Szkolnictwa Wyższego za działalność naukową. Otrzymywał również wielokrotnie nagrody Rektora Politechniki Krakowskiej za wybitne osiągnięcia naukowe.